# Maisnova FM Grande Porto Alegre
Maisnova FM Grande Porto Alegre é uma estação de rádio brasileira concessionada em São Leopoldo, porém sediada em Canoas, ambas cidades do estado do Rio Grande do Sul. Opera no dial FM, na frequência 81,9 MHz, e é afiliada à Maisnova FM. Pertence à Bambina Ltda. A emissora é originada do dial AM, onde operou na frequência 1530 kHz. Seus estúdios estão localizados no bairro Estância Velha, em Canoas, e seus transmissores estão localizados na Estrada Ivo Afonso Dias, no bairro Fazenda São Borja, em São Leopoldo.

## História
Em 5 de fevereiro de 1948,a Rádio Progresso Limitada foi autorizada a instalar uma estação de rádio na frequência 1530 kHz de São Leopoldo. A emissora foi fundada em 26 de março de 1949 como Rádio São Leopoldo, com o prefixo ZYS 5, pelo grupo Emissoras Reunidas, do empresário Arnaldo Ballvé.
Em 2003, com a reestruturação da então Rede Comunidade, grupo ao qual pertencia a emissora e que se transformou em Rede Tchê de Comunicação, a Rádio São Leopoldo passou a utilizar o nome que já era utilizado em sua razão social, tornando-se Rádio Progresso.
Em 2014, a Rádio Progresso passou a ser administrada pela empresa Bambina Ltda., liderada pelo empresário Aquilino Collaziol, e alterou sua nomenclatura para Rádio Nova Progresso. A concessão, no entanto, seguiu pertencendo à Rádio Progresso Limitada.
Em 9 de agosto de 2021, a Rádio Nova Progresso tornou-se uma das primeiras migrantes para o dial FM estendido do Rio Grande do Sul, inaugurando a frequência 81,9 MHz em abril de 2021. Em dezembro de 2021, a emissora fechou afiliação com a Maisnova FM e iniciou uma grade de expectativa, estreando a nova programação no dia 3 de janeiro de 2022, a partir de novos estúdios em Canoas. Em 22 de fevereiro, encerrou suas operações na frequência 1530 kHz, após quase 73 anos no ar.

## Programas
Além de retransmitir a programação da Maisnova FM, a Maisnova FM Grande Porto Alegre produz e exibe em 2023 os seguintes programas:
- Plugado da Manhã: Variedades, com Jane Freitas;
- Plugado da Tarde: Variedades, com Gabriel Collaziol;